# Vorarlberger Tagblatt

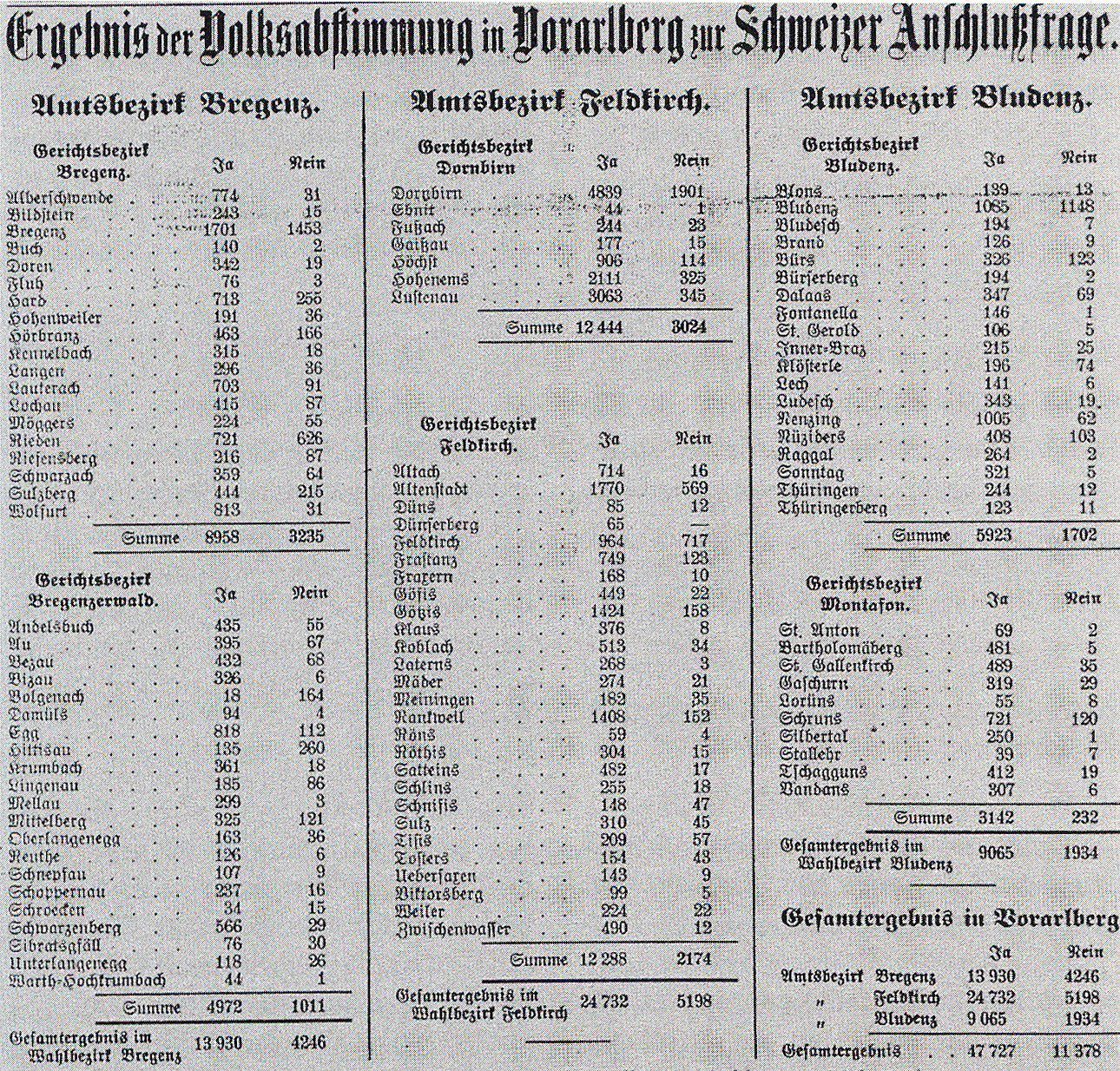
Publikation der Abstimmungsresultate der Volksabstimmung 1919 in Vorarlberg im Vorarlberger Tagblatt

Das Vorarlberger Tagblatt war eine Tageszeitung, die im österreichischen Bundesland Vorarlberg von 1919 bis 1945 erschien und aus dem Vorarlberger Volksfreund hervorgegangen war.

## Geschichte

### Vorarlberger Volksfreund
Der Vorarlberger Volksfreund war 1890 als Wochenzeitung gegründet worden, die ein- bis zweimal pro Monat erschien. Sie wurde vom Constitutionellen Verein in Dornbirn herausgegeben, wobei die vorläufig letzte Ausgabe am 23. Dezember 1897 erschien. Der Vorarlberger Volksfreund fusionierte in der Folge mit den deutsch-freisinnig orientierten Bregenzer Nachrichten zur Vorarlberger freien Rundschau. Die Erstausgabe der Vorarlberger freien Rundschau erschien am 16. Dezember 1897 und wurde vom verantwortlichen Redakteur und Herausgeber Karl Merschinsky publiziert. Die Zeitung wurde zunächst sechs Mal pro Woche produziert. Ab Dezember 1887 erschien samstags eine Wochenausgabe, ab dem 3. Dezember 1898 wurde die Zeitung auf eine wöchentliche Erscheinungsweise umgestellt. Ab dem 2. März 1898 erschien die Vorarlberger freie Rundschau mit dem Zusatztitel deutsch-freisinniges Organ für das Land Vorarlberg. Die Vorarlberger Rundschau erschien zum letzten Mal am 18. März 1899, danach wurde sie mit dem Bregenzer Tagblatt zum Vorarlberger Tagblatt fusioniert. Bereits 1901 wurde jedoch der Vorarlberger Volksfreund wiedergegründet, die erste Ausgabe wurde am 22. März 1901 veröffentlicht. Die Zeitung erschien zunächst ein- bis zweimal pro Woche, ab 1906 wurde die Erscheinungsweise auf drei Ausgaben pro Woche, an November 1918 auf sechs Ausgaben pro Woche erhöht. Als Urheber fungierte ab 1912 der Deutsch-Freiheitliche Verein in Dornbirn. Die letzte Ausgabe des Vorarlberger Volksfreunds erschien am 15. Dezember 1918, danach ging die Zeitung im Vorarlberger Tagblatt auf.

### Vorarlberger Tagblatt
Von Beginn an war das Blatt das Zentralorgan der Großdeutschen Volkspartei in Vorarlberg. Nach 1933 tendierte die Zeitung immer stärker zum Nationalsozialismus, um anschließend in der Ära des Austrofaschismus einen gemäßigten Kurs einzuschlagen.
Nach dem Anschluss Österreichs wurde das Vorarlberger Tagblatt die Monopolzeitung in Vorarlberg und ging 1939 in das Eigentum der NSDAP über. Zu den Chefredakteuren zählten Hans Nägele, Karl Otto Dyllus und Ludwig Groß.

## Medientechnische Aspekte
Das Vorarlberger Tagblatt war seit seinem Erscheinen die modernste und technisch innovativste Zeitung in der damaligen Medienlandschaft Vorarlberg. Mit seiner Auflagenzahl nahm es nach dem Vorarlberger Volksblatt zwar nur den zweiten Rang ein, doch musste der Konkurrent den rasanten Neuerungen fortwährend mit schlechtgemachten Kopien nachhinken. Seit 1921 erschien die Zeitung in Vorarlberg exklusiv im Berliner Format, ab 1922 brachte sie täglich einen ausführlichen Wirtschaftsteil und in wöchentlichen bis zweiwöchentlichen Abständen eine Frauenbeilage heraus (bahnbrechend im katholisch-konservativ dominierten Vorarlberg). Das eigentliche Herzstück jedoch bildete die Wochenbeilage „Feierabend“, die eine bemerkenswert breite kulturelle Themenvielfalt offerierte.
Im Jahr 1939 erzielte das Blatt eine Auflage von 8.500 Stück. Am 30. April 1945 wurde es endgültig eingestellt.